# Ripert von Sachsenhausen
Ripert von Sachsenhausen (erwähnt 1219–1243) war in den Jahren 1225 und 1226 Reichsschultheiß von Frankfurt am Main. 
Ripert war Mitglied der Adelsfamilie der Herren von Sachsenhausen. Sein Vater war Hartmut von Sachsenhausen (erwähnt 1194). Er war verheiratet, ohne dass der Name seiner Frau überliefert ist. Von seinen Kindern sind bekannt:
1. Konrad von Sachsenhausen, 1263–1268 ebenfalls Schultheiß von Frankfurt am Main
2. Hartmann (erwähnt 1262), Kustos des Kaiserdoms St. Bartholomäus in Frankfurt
3. Mechtild